# Внеземная цивилизация
Внеземны́е цивилиза́ции — гипотетические цивилизации, возникшие и развивающиеся (развивавшиеся) за пределами Земли. Понятие используется в научной среде, фантастике и уфологии.
Существование равно как и несуществование внеземных цивилизаций в настоящее время строго не доказано, но статистически возможно.
С середины XX века ведутся активные поиски признаков внеземной жизни. Они включают в себя поиск существующей на настоящее время или существовавшей в прошлом внеземной жизни и более узкий поиск внеземной разумной жизни. Методы поиска связаны в основном с данными, полученными радиотелескопами. Активно ведутся поиски искусственных сигналов из космоса и масштабных технологических сооружений типа сфер Дайсона.
Современная наука не имеет никаких наблюдательных оснований утверждать, что инопланетяне существуют и тем более что они присутствуют на Земле; в то же время не существует научных оснований говорить, что жизнь или разум на Земле уникальны и больше во Вселенной их нет. Это предполагаемое противоречие называется парадоксом Ферми.

## Происхождение гипотезы
Античная философия начиная с Аристотеля постулировала невозможность существования других населённых миров, поскольку это означало бы конкуренцию между ними за место в центре мироздания. После того как работы Аристотеля были взяты на вооружение христианскими теологами, частью христианской модели мира стал и этот постулат. Однако уже в середине XIII века конфликт между некоторыми положениями аристотелевой философии и христианской доктриной привёл к их запрету. Среди прочих, была признана еретической и точка зрения, что Бог не может создать сколь угодно большое количество миров (вне зависимости от того, создаёт ли он их на самом деле). Теоретически наличие разумных существ в таких мирах допускали такие средневековые философы как Уильям Оккам и Жан Буридан. Более заметное место тема жителей иных миров заняла в произведениях неортодоксальных мыслителей, таких как Николай Кузанский и Джордано Бруно, которые предполагали не только наличие таких существ, но и то, что некоторые из них могут превосходить человека.
В XVII веке идея внеземных цивилизаций приобрела поддержку в связи с распространением гелиоцентрической системы мира Коперника и изобретением телескопа Галилеем. Поскольку Земля была низведена до статуса одной из многих планет, гипотеза о жизни на других планетах стала восприниматься как логически неизбежная. Таким образом её позиционировали, в частности, в конце 1600-х годов Бернар Ле Бовье де Фонтенель и «Книга мирозрения» Гюйгенса. На Луне были обнаружены горы и долины, и было сделано предположение о существовании лунных аборигенов — «селенитов» (по аналогии с тем, что при географических открытиях той поры даже на многих удалённых островах в океанах обнаруживались аборигены, оттого неудивительно было бы предположить, что люди живут повсюду, в том числе и на Луне). Позже было высказано предположение о существовании марсиан. По мере исследования Солнечной системы предполагаемое местоположение внеземных цивилизаций переносилось всё дальше от Земли, в глубь космоса.
Гипотеза о существовании внеземных цивилизаций следует из представлений о естественном происхождении и эволюции жизни на Земле. Если возникновение жизни, а затем и разумной жизни — естественный процесс, то подобное могло произойти и в любом другом месте, где есть подходящие условия. По современным представлениям, на остальных планетах Солнечной системы, скорее всего, нет разумной жизни, однако внеземные цивилизации могут существовать на планетах других звёздных систем, называемых экзопланетами. В 1961 году астроном Фрэнк Дрейк предложил формулу для расчёта вероятности инопланетной жизни. Он рассчитал, что только в системах звёзд Млечного Пути должно существовать около 10 тысяч развитых цивилизаций, ещё до того, как в 1990-е годы появились научные доказательства существования экзопланет. В XXI веке появились оценки, согласно которым каждая третья звезда Млечного Пути имеет планетную систему, общее число планет и спутников в галактике оценивается в 100 миллиардов, а планет земного типа — в 11 миллиардов. Вероятно существование таких цивилизаций и в других галактиках. Астрофизик В. А. Амбарцумян писал:
Если только в одной нашей Галактике насчитываются миллиарды планет и миллионы миллиардов планет во Вселенной, то, несомненно, вопрос о том, могут существовать там другие цивилизации или нет, будет приобретать всё большую актуальность.

## Научно-технический прогресс
Возраст Земли составляет лишь около трети оценочного возраста Вселенной с момента Большого взрыва (13,8 млрд лет). Это обстоятельство традиционно давало основание для предположений о существовании более древних и развитых цивилизаций, чем земная. Этой точке зрения во многом способствует связывание с ними феномена НЛО.
Однако исследования конца XX — начала XXI века ставят эти предположения под сомнение:
- В 2016 году группа под руководством Ц. Пирана опубликовала работу, показывающую, что на более ранних этапах существования Вселенной, когда небесные тела ещё не удалились друг от друга на достаточное расстояние, поверхность пригодных для жизни планет должна была чаще стерилизоваться вследствие катастрофических событий астрономического масштаба, таких как гамма-всплески с близлежащих звёзд. Это касается в первую очередь систем вблизи галактического ядра, однако планеты на окраине галактик (такие, как Земля) могли подвергаться гамма-излучению от звёзд соседних галактик[10].
- Солнце — звезда третьего поколения, сформировавшаяся из остатков образовавшихся после взрывов сверхновых второго поколения, которые, в свою очередь, образовались из звёзд первого поколения, которые появились непосредственно после Большого взрыва[источник не указан 386 дней]. Планеты вокруг звёзд первого поколения не содержали тяжёлые элементы, поэтому на них жизнь не могла возникнуть. Звёзды второго поколения также не были достаточно богаты тяжёлыми элементами. Для развития звёзд первого и второго поколения, вплоть до их превращения в сверхновые, в недрах которых и образуются тяжёлые элементы, необходимо было несколько миллиардов лет[источник не указан 386 дней].
- Астробиологи А. Чопра и Ч. Лайнуивер показали, что пригодные для жизни планеты, расположенные в зоне обитаемости, остаются такими относительно недолго по космическим меркам. Атмосферные и геохимические процессы приводят либо к быстрому разогреву, в результате которого планета становится похожа не на Землю, а на Венеру, либо к такому же быстрому охлаждению, заканчивающемуся замерзанием всей воды. Лишь при условии, что разумная жизнь развилась в короткий период до того, как такое произойдёт, она может помешать естественным процессам, препятствующим её зарождению[10].

## Проблема контакта

### Причины поиска контакта и возможные последствия
Многие люди с воодушевлением относятся к мысли о контакте между нашей и иной цивилизациями, возлагая на внеземные цивилизации надежды на разрешение проблем человечества — бедности, болезней, смерти, перенаселённости Земли и других. На самой Земле контакты между разными человеческими цивилизациями в прошлом часто давали толчок развитию торговли, экономики и культуры. С другой стороны, довольно часто народы, стоящие на более низкой ступени развития, либо порабощались, либо уничтожались вообще (геноцид индейцев в Америке, обращение в рабство чернокожих, разграбление колоний, эксплуатацию коренного населения и т. п.). Кроме того, влияние более развитых цивилизаций зачастую приводит к деградации и забвению собственного культурного наследия. История человечества даёт почву к существованию, наряду с оптимистичным взглядом на контакт с внеземными цивилизациями, пессимистичным взглядам, согласно которым высокоразвитый разум сопряжён с эгоизмом, нетерпимостью и агрессией. Для носителей таких взглядов контакт с инопланетным разумом означает для Земли риск уничтожения или порабощения.

### Принципиальная возможность контакта
Потенциальные контакты с внеземными цивилизациями разделяют на несколько категорий:
- непосредственные (взаимные или односторонние посещения);
- по каналам связи;
- смешанного рода (посредством отправки в перспективный район космоса автоматических зондов, затем передающих информацию по каналам связи).

Со стороны человечества непосредственный контакт при текущем уровне научно-технического прогресса невозможен из-за огромных межзвёздных расстояний. Ближайшая к Солнечной системе звезда (Проксима Центавра) находится на расстоянии четырёх световых лет и при этом является частью системы из трёх звёзд, что делает возникновение планетных систем с устойчивыми орбитами в этом районе маловероятным. Ближайшее одиночное светило — тусклый красный карлик, известный как звезда Барнарда, — находится в шести световых годах от Солнечной системы. Хотя у звезды Барнарда и некоторых других близких звёзд, по-видимому, существуют планетные системы, современная техника позволяет подтвердить наличие только сверхмассивных планет, по массе соответствующих или превосходящих Юпитер. Таким образом, существование жизни, а тем более цивилизаций, вблизи таких звёзд вызывает вопросы. Большинство известных звёзд, в том числе с потенциальными экзопланетами земного типа, находится намного дальше от Солнечной системы. Следовательно, теоретическая возможность непосредственного контакта сохраняется лишь при допущении, что иные цивилизации владеют способами перемещения со сверхсветовыми скоростями.
Контакт на расстоянии считается в принципе возможным. Методы такого контакта предлагаются начиная с XIX века, когда Карл Гаусс предложил разместить в Сибири гигантскую фигуру, воспроизводящую Евклидову интерпретацию теоремы Пифагора, и таким образом послать сигнал жителям Луны. Позже Шарль Кро предложил подавать сигналы на Марс и Венеру световыми вспышками, для чего использовать собираемый параболическими зеркалам свет электрических ламп. С начала XX века основным возможным средством передачи сообщений другим мирам стало радио. С тех пор неоднократно производились попытки посылать в космос сигналы, которые могли бы быть приняты и расшифрованы внеземными цивилизациями. Наиболее известный из таких проектов — METI. Однако есть предположения, что инопланетные цивилизации настолько отличаются от земной, что, даже получив сигнал, посланный таким образом, не смогут понять его искусственное происхождение или расшифровать его.
К попыткам установления контакта смешанного рода относится запуск в 1977 году космических зондов «Вояджер-1» и «Вояджер-2», несущих пластинки с записью информации о земной цивилизации. После выхода за пределы Солнечной системы эти зонды продолжают полёт в направлении потенциальных районов обитания высокоразвитых внеземных цивилизаций.

### Парадокс Ферми
По современным научным представлениям, возможность возникновения разумной жизни имеется не только на Земле: даже если подходящие для этого условия довольно редки, они должны существовать и в некоторых других звёздных системах, что при огромном количестве звёзд в наблюдаемой части Вселенной и длительном сроке их существования логически приводит к идее о множестве внеземных цивилизаций. Несмотря на это, к настоящему времени нет научного подтверждения действительного существования внеземных цивилизаций. Противоречие теоретических выкладок отсутствию наблюдений сигналов и других признаков деятельности внеземных цивилизаций создаёт так называемый парадокс «Великого молчания Вселенной», впервые сформулированный Энрико Ферми в виде вопроса: «Ну и где они в таком случае?» Существуют различные объяснения этого парадокса, но ни одно из них не является общепризнанным.
С точки зрения скептиков, межцивилизационный контакт маловероятен, поскольку внеземные цивилизации могут не желать такого контакта или существовать недостаточно долгое время, чтобы принять сигналы с Земли или направить собственные сигналы, которые могли бы быть приняты при текущем уровне развития земных технологий. Второй точки зрения придерживался в частности советский астроном И. С. Шкловский, который в своей книге «Вселенная, жизнь, разум» (1980) обосновывал чрезвычайно низкую вероятность одновременного существования человечества и другой похожей высокоразвитой цивилизации.

## Практический поиск
Основные направления поиска доказательств существования внеземных цивилизаций включают:
- поиск следов визитов инопланетян на Землю (так называемая палеоастронавтика);
- поиск признаков астроинженерной деятельности высокоразвитых цивилизаций в космосе;
- поиск упорядоченных сигналов в различных электромагнитных диапазонах (при этом гипотетически такой поиск может быть распространён и на гравитационные волны и нейтрино).

Открытия экзопланет, ставшие особенно многочисленными с появлением специализированных космических телескопов типа Kepler, в том числе краудсорсингового проекта Planet Hunters по поиску таких планет в его базе данных, также стали перспективными в плане поиска внеземной жизни и цивилизаций на экзопланетах, находящихся в обитаемой зоне.
Существуют теории о возможности использования внеземными цивилизациями, помимо звездолётов, колоний О’Нейла, сфер Дайсона и других астроинженерных сооружений, которые могут быть обнаружены средствами наблюдательной астрономии, в том числе спутниками-телескопами типа Хаббл, WISE и др. В 2015 году на основе данных наблюдений космического телескопа Kepler было предположено существование сферы Дайсона или других астроинженерных сооружений в системе звезды KIC 8462852 в созвездии Лебедя.
Поиск сигналов стал наиболее популярным направлением со второй половины XX века с развитием на Земле радиотехники и радиоастрономии. Так, с 1971 года работает проект SETI, в рамках которого делаются попытки обнаружить активность внеземных цивилизаций в радиодиапазоне. У проекта SETI есть общественное распространение в виде программы SETI@Home. Однако все исследования в этом направлении остаются безрезультатными. По мнению руководителя группы релятивистской астрофизики САО РАН Григория Бескина, на 2016 год поиском сигналов от внеземных цивилизаций было охвачено не более 1/100 000 000 000 фазового пространства (всех частот, направлений, интенсивностей и форм возможного сигнала).